# When The Lights Go Out
「When The Light Go Out」はUKボーイズ・グループ、5iveの2番目のシングル。彼らのデビュー・アルバムに収録されている。UKでは1998年3月2日に、USでは同年5月19日にリリースされた。この曲はUK、USと2通りあり、違いはラップのパートをメンバーのアブスあるいはJが歌うというバージョン。これにより、ミュージック・ビデオも2通りある。5iveの最初で最後のUSチャートトップ10ソングでもある。しかし、ビルボード100チャートには6ヶ月間ランクインしたという伝説がある。オーストラリア・チャートでは2位を記録した。

## トラック・リスト
UK
1. "When The Lights Go Out" (ラジオ・エディット)
2. "When The Lights Go Out" (ロング・バージョン)
3. "When The Lights Go Out" (Blacksmith R&B パブ・ミックス)
4. "When The Lights Go Out" (Drummers ミックス)
5. "When The Lights Go Out" (Loop Da Loop フル・ヴォーカル・ミックス)

U.S.
1. "When The Lights Go Out" (ラジオ・エディット)
2. "When The Lights Go Out" (Blacksmith Hip-Hop ミックス)
3. "When The Lights Go Out" (Blacksmith R&B パブ・ミックス)
4. "Shake"